# Václav Rabas
Václav Rabas (13. listopadu 1885 Krušovice – 26. října 1954 Praha) byl český malíř, který mezi prvními získal titul národního umělce. Byl členem Umělecké besedy, Spolku Mánes, spoluzakladatelem Sdružení českých umělců a grafiků Hollar a patřil mezi tzv. pátečníky.

## Život
Rabas se narodil v Krušovicích jako syn podruhé oženěného mlynáře. Jeho otec ovšem zemřel, když bylo Václavovi pouhých sedm let. Díky houževnaté matce Františce se mu přesto dostalo dostatek prostoru ke vzdělání. Maturoval na nejstarší reálce v Čechách v Rakovníku v roce 1904. Po vojenské službě byl o dva roky později přijat na Akademii výtvarných umění v Praze. Absolvoval všeobecnou část u prof. Bohumíra Roubalíka  a prof. Vlaho Bukovace. Následně studoval dva roky ve speciálce prof. Hanuše Schwaigera. Studium přerušil na podzim r. 1909 po napsání kritického článku v Horkého týdeníku ohledně vnitřních poměrů na Akademii .
V roce 1909 vstoupil do Umělecké besedy, kde se pod vlivem ostatních členů zdokonaloval a zároveň hledal nový obsah tvorby. Svá studia dokončil u Maxe Švabinského, pod jehož vedením pracoval v l. 1911 až 1913. Vyjel do severní Itálie a do Paříže, ovšem domek si postavil v rodných Krušovicích, v nichž se též oženil. Mezi prvními byl povolán na frontu do první světové války, kde byl již v září 1914 na východní frontě zraněn tak, že se přes lazarety vrátil domů a na bojišti se už neobjevil.
Po válce se v nově vzniklém Československu střídavě podílel redakčně na tvorbě sborníku a časopisu Život a satirického časopisu Nebojsa. Zdokumentoval také stopy války na Slovensku. Dva roky, konkrétně 1918–1920, byl v  členem Spolku Mánes. Patřil též mezi pátečníky, čili velmi blízce se poznal s Karlem Čapkem i jeho bratrem a svým kolegou Josefem a dále např. s budoucím prezidentem Benešem.
Znovu se vydal do Itálie a po návratu si zařídil obytný ateliér v Praze. Od roku 1923 byl předsedou Výtvarného odboru Umělecké besedy. Posléze se stal dokonce starostou Umělecké besedy. Jeho obrazy v té době úspěšně reprezentovaly české malířství v zahraničí (Varšava, Benátky, Vídeň, Paříž, Pittsburgh). Rabas především maloval svůj rodný kraj v okolí Krušovic a Rakovníka. V něm také přečkal druhou světovou válku. Od roku 1950 ho stále častěji zrazovalo zdraví, což mu bránilo vrátit se na delší čas k tvorbě dalších rozsáhlých děl. Jeho život ukončil srdeční infarkt o čtyři roky později. Je pochován na hřbitově v Krušovicích.

### Rodina
Manželka Hermína, syn Jan a dcera Jitka jsou autory vzpomínkové knihy "Václav Rabas: malíř očima své ženy, dětí a hospodyně". Byl strýcem herce Raoula Schránila ze strany jeho matky.

### Politický postoj
V roce 1946 podepsal prokomunistické „Májové poselství kulturních pracovníků českému lidu!“ publikované před květnovými volbami do Ústavodárného Národního shromáždění. Tento předvolební manifest komunistů podepsalo celkem 843 kulturních pracovníků.  Později podepsal prokomunistickou výzvu Kupředu, zpátky ni krok!, jež byla vydána dne 25. února 1948 pro podporu komunistického převratu. Od prosince 1948 byl členem přípravného výboru Jiráskovské akce, stal se vlivnou osobností československého socialistického realismu. Komunistickým režimem byl oceňován.

## Ocenění
- Dne 9. listopadu 1945 se stal Václav Rabas jedním z prvních držitelů titulu národní umělec. O možném zneužívání titulu s ním vedl v roce 1947 diskusi Václav Černý a píše o něm ve svých Pamětech.[7] Na konci čtyřicátých let se Rabas zasazoval o rozšíření privilegií oceněných umělců a žádal na Ministerstvu informací deputátní auto, možnost zvýhodněných nákupů a viditelné označení národních umělců na oděvu.[8]
- V roce 1953 obdržel Státní cenu Klementa Gottwalda.[6]

- Od roku 1954 je po něm pojmenována galerie v Rakovníku; tam je i stálá expozice jeho obrazů.

## Dílo
Rabas dokázal ve svém díle vstřebávat různé vlivy, které úspěšně promítal do uzavřeného okruhu témat, jimž se věnoval. Čerpal mnoho z 19. století pro figurální alegorie i krajinomalbu, v níž navazoval na impresionismus. V barevné kompozici i prostorovém rozvržení obrazu ho ovlivnil Paul Cézanne. Jako již více než padesátiletý využíval magický realismus.
Dlouhou dobu dával důraz na práci v ateliéru. Hlavní roli pro něj hrála v těchto letech figura, skrze niž hledal symbolickou výtvarnou formu soustřeďující sdělení obsahu obrazu. První vlastní soubornou výstavu měl v roce 1921 v Rokycanech. Zajímavý byl jeho cyklus České hlavy z roku 1923, v němž vypodobnil známé osobnosti (Bedřich Smetana, Božena Němcová, prezident Masaryk). Postupem času však stále více přesouval své malování přímo ven do krajiny. Téměř výhradně se v tomto směru věnoval rodnému Rakovnicku.
U příležitosti svých padesátin vystavoval v roce 1935 v Obecním domě v Praze a Umělecká beseda vydala jeho monografii. O tři roky později uspořádal v Alšově síni v Praze výstavu krajinomaleb nazvanou „Svému kraji“. Jeho obrazy selského života byly protkány sítí cest a barevnými kompozicemi zajímavých odstínů. Pozoruhodným počinem jeho tvorby se stal cyklus 24 obrazů s názvem Chleba. Během roku 1939 v něm zachytil proces vzniku chleba od obilného zrna, přes mouku až k pečení a vzniku bochníků.
Cyklus proměn přírody sledoval ve svých obrazech v ústraní v Krušovicích i za druhé světové války. V roce 1940 sepsal autobiograficky laděnou knihu Malířovo vyznání. Po válce dokončil také další cyklus, který tentokrát nazval Píseň míru. Vystavoval ho v roce 1950 v domě U Hybernů. V roce 1953 vydal knihu Malíř o jaru veršem i štětcem.

## Galerie

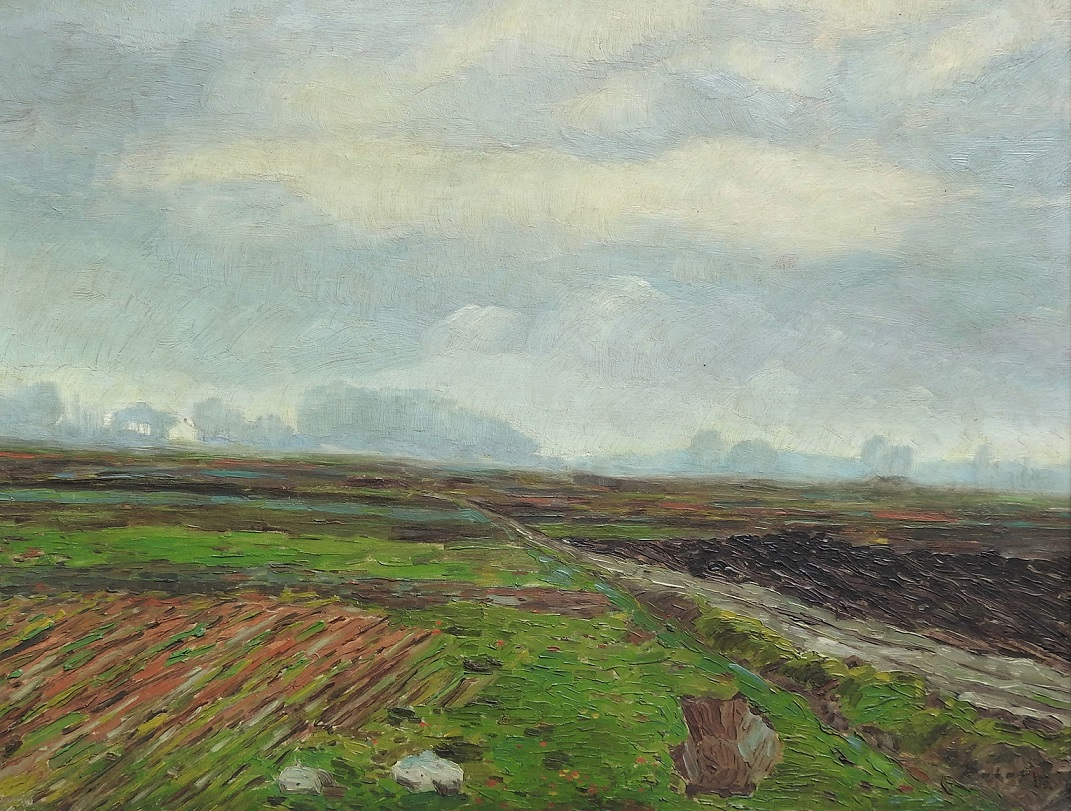
Václav Rabas Pole (1909)
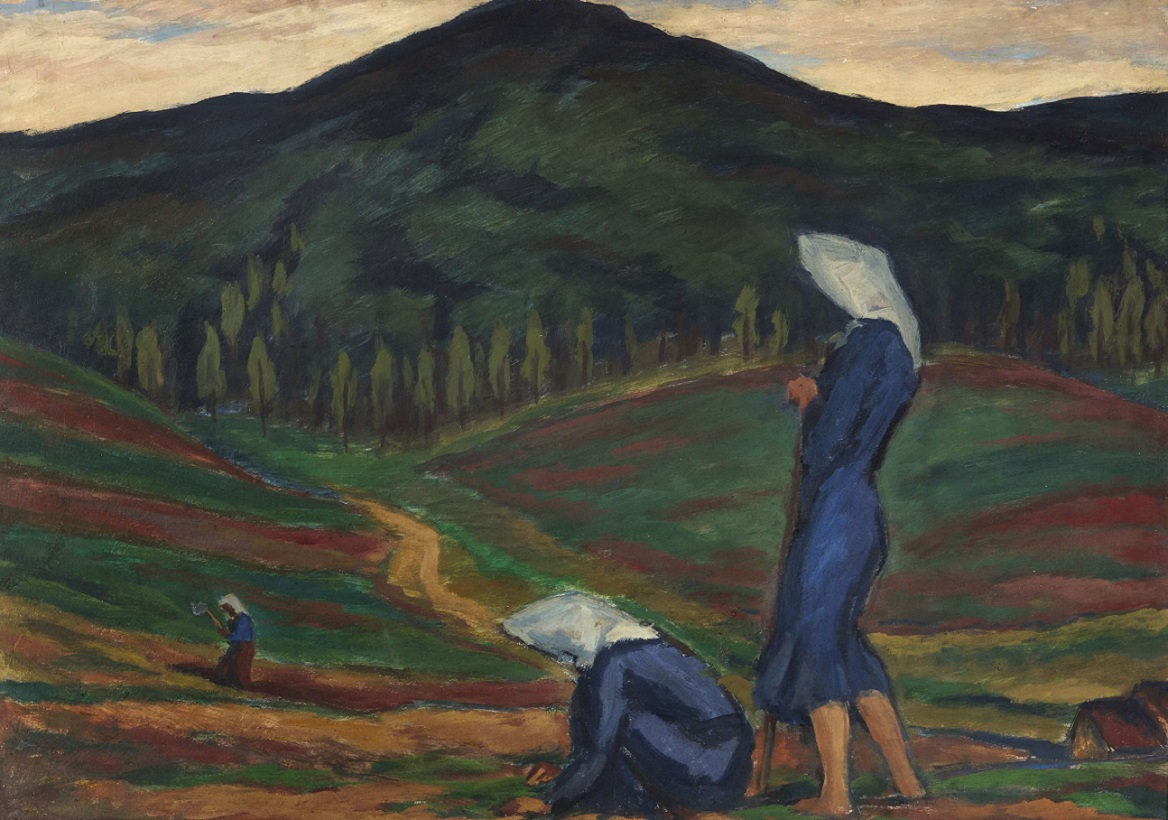
Václav Rabas Jarní práce (okolo 1920)
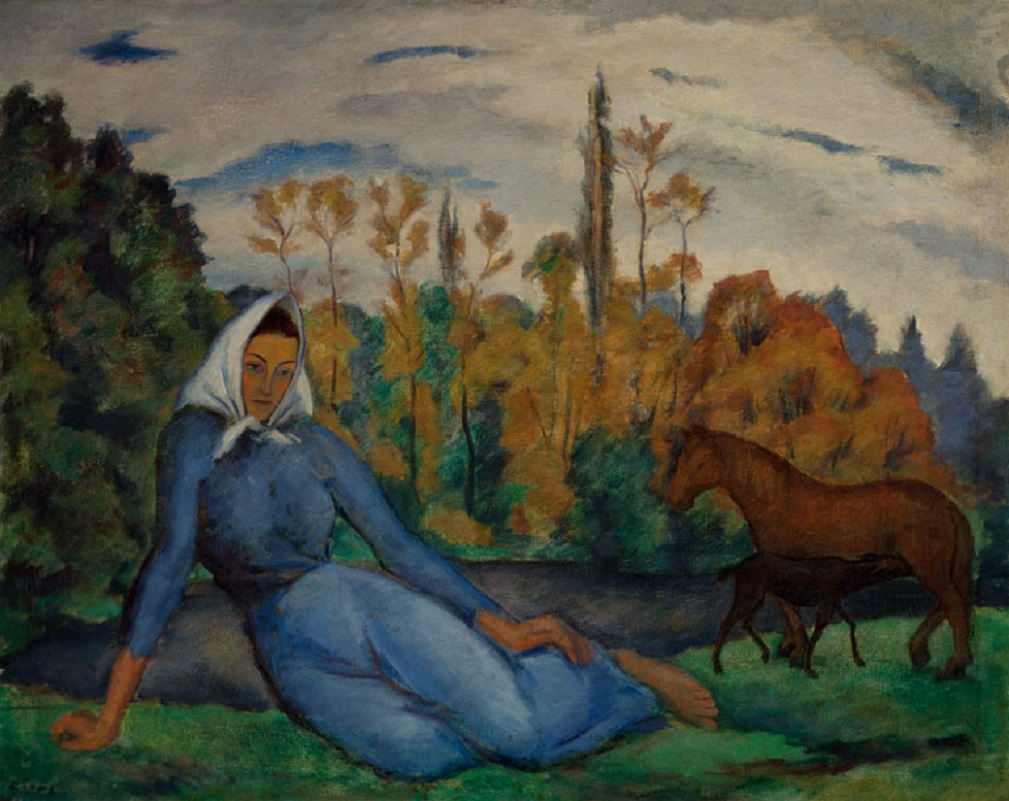
Václav Rabas Podzim (1923)
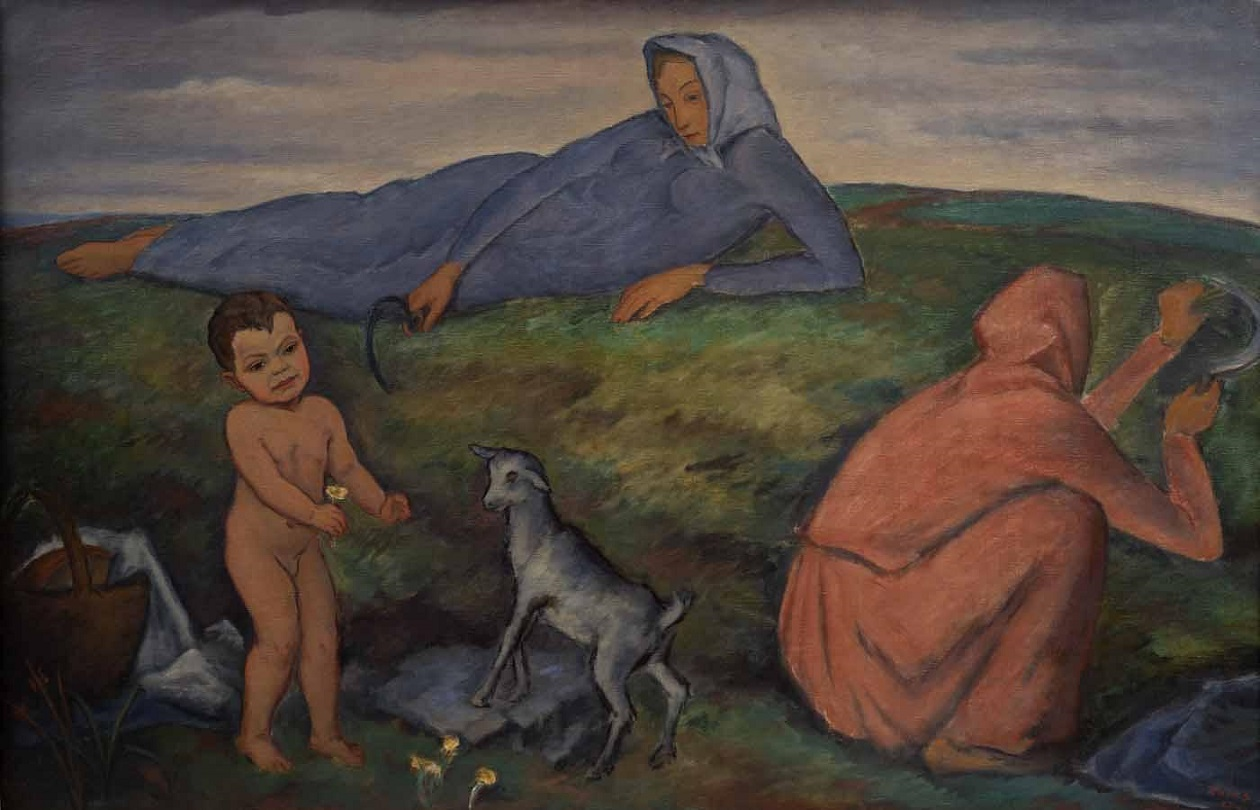
Václav Rabas Na trávě (1923)
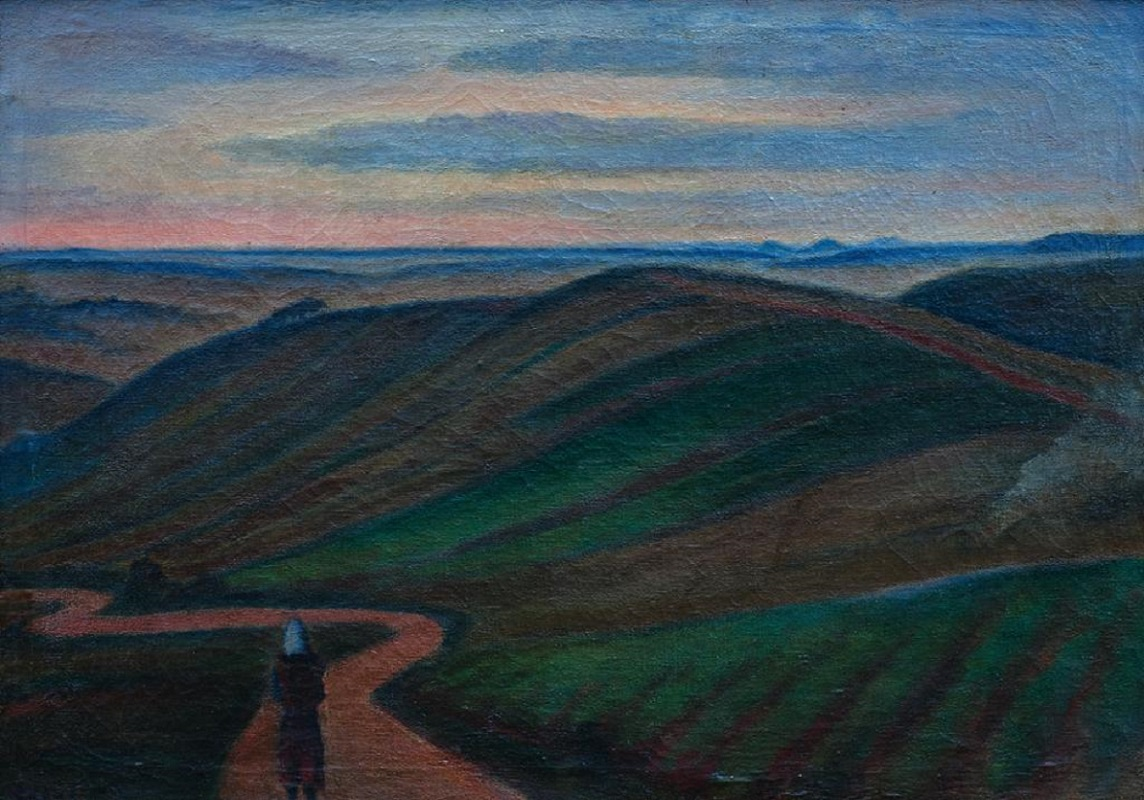
Václav Rabas Podzimní krajina (1924)
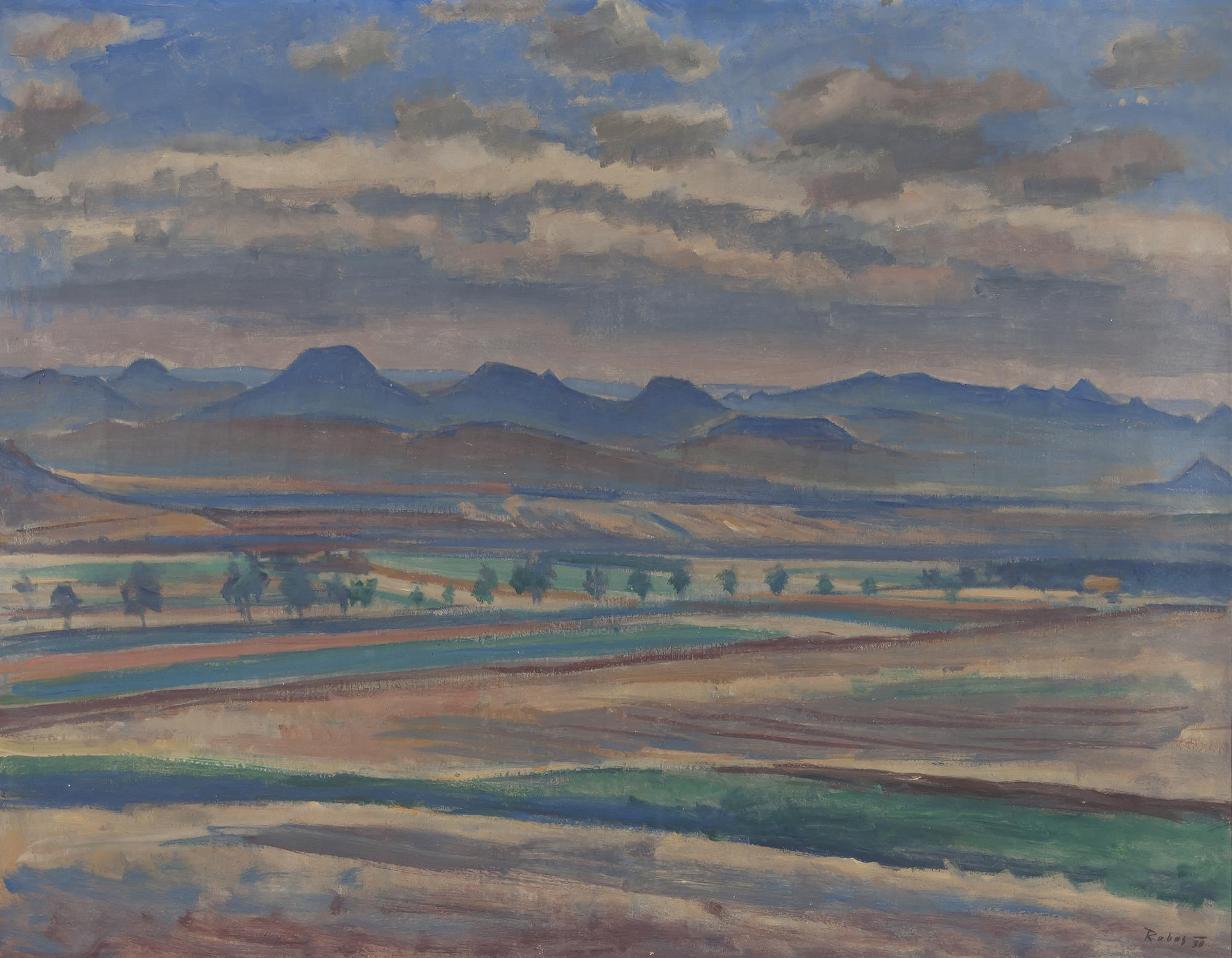
Václav Rabas České středohoří (1930)
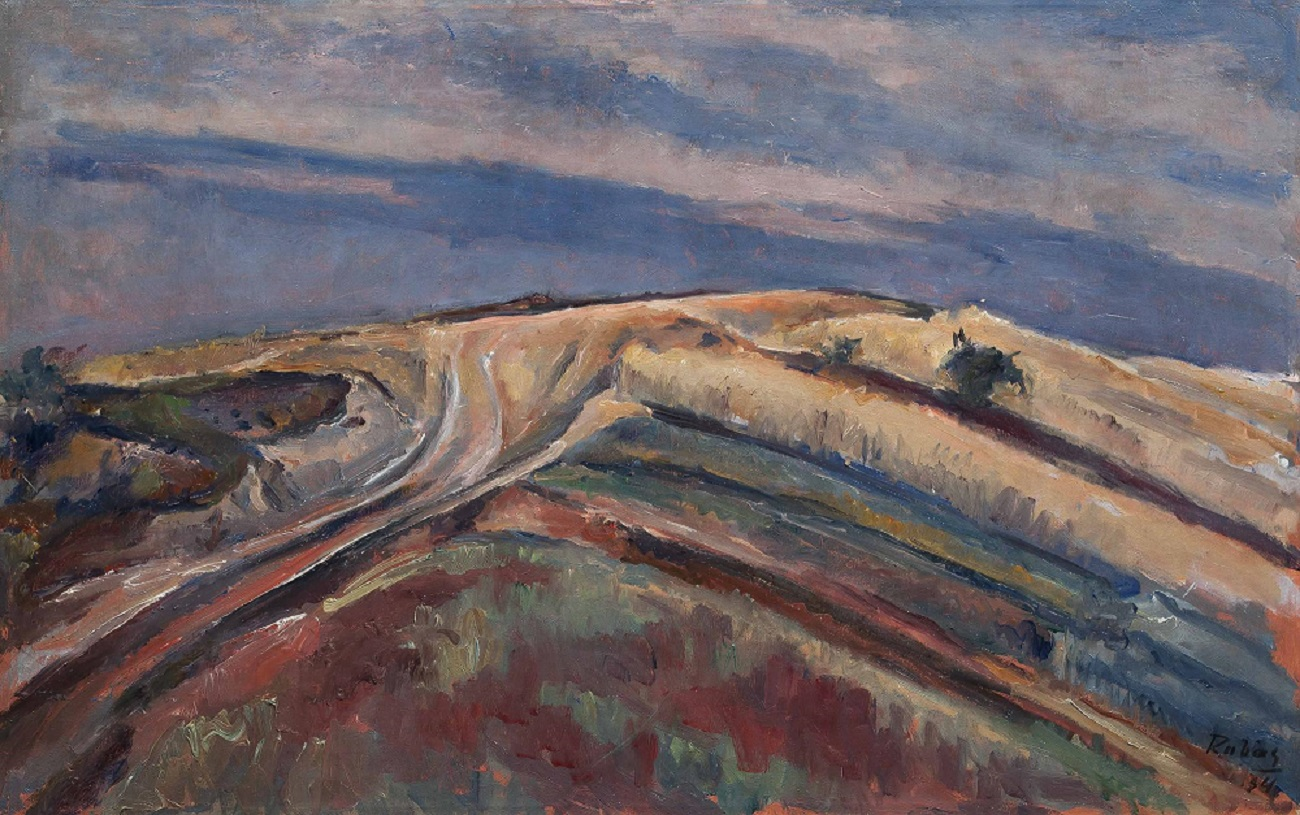
Václav Rabas Pohorské zrání (1934)
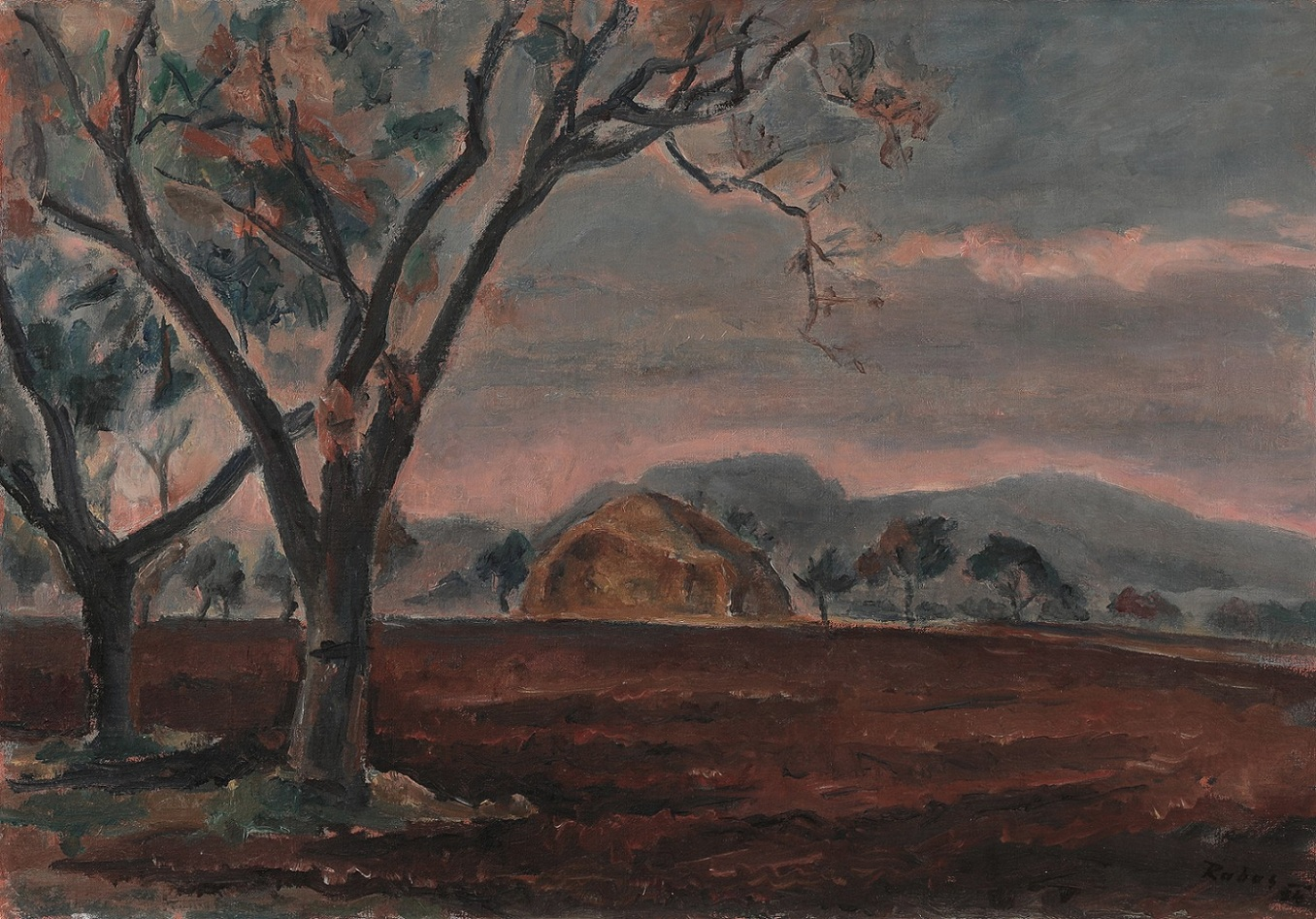
Václav Rabas Červánky (1934)
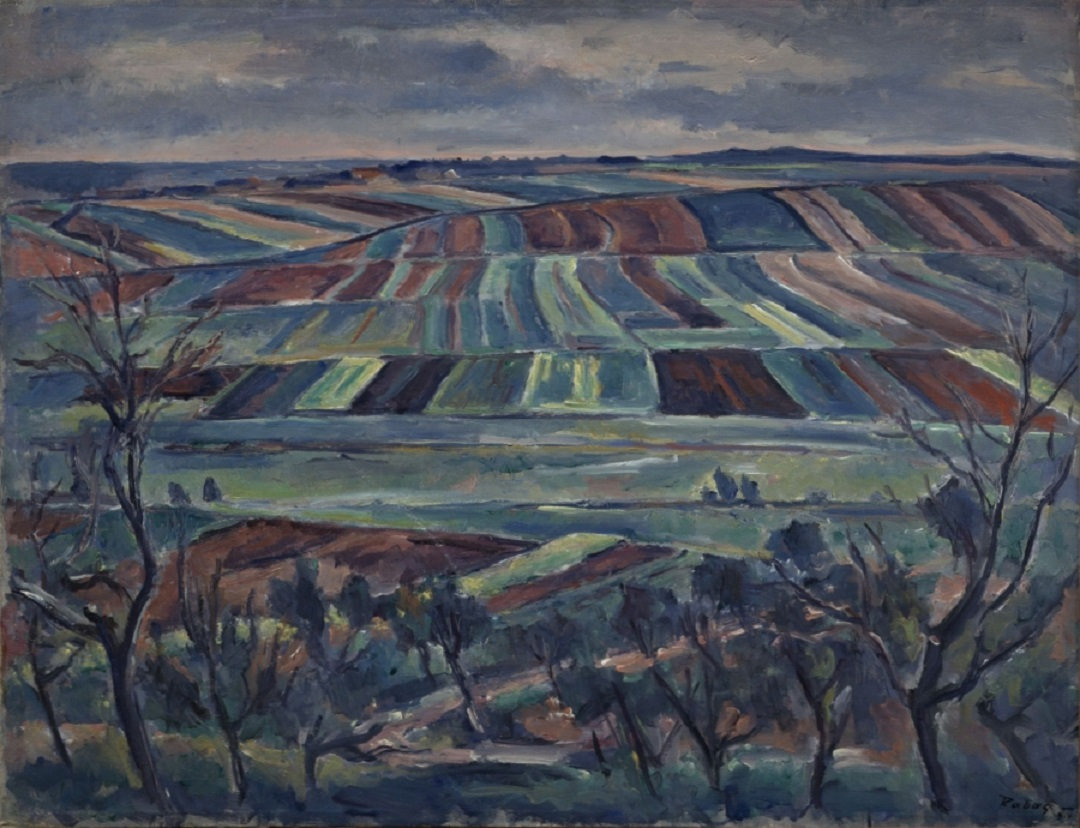
Václav Rabas Krajina na ruby (1934)
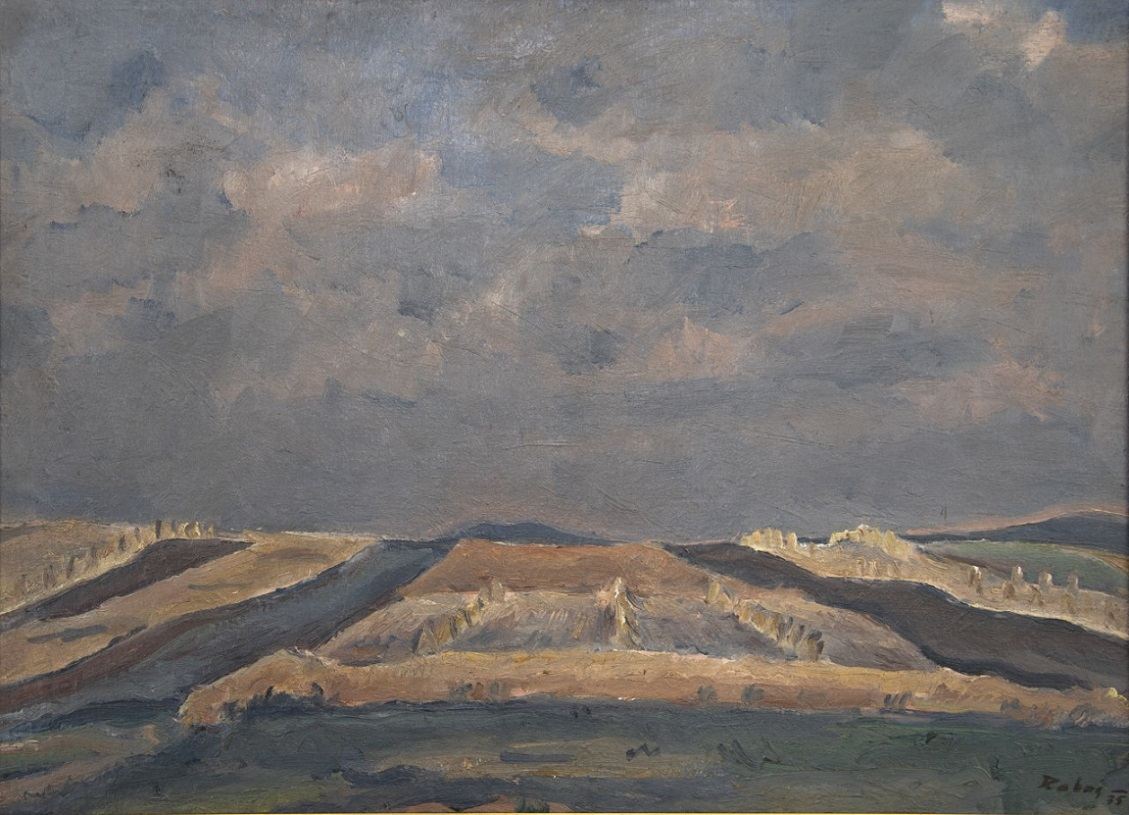
Václav Rabas Chlebová země na Žluticku (1935)
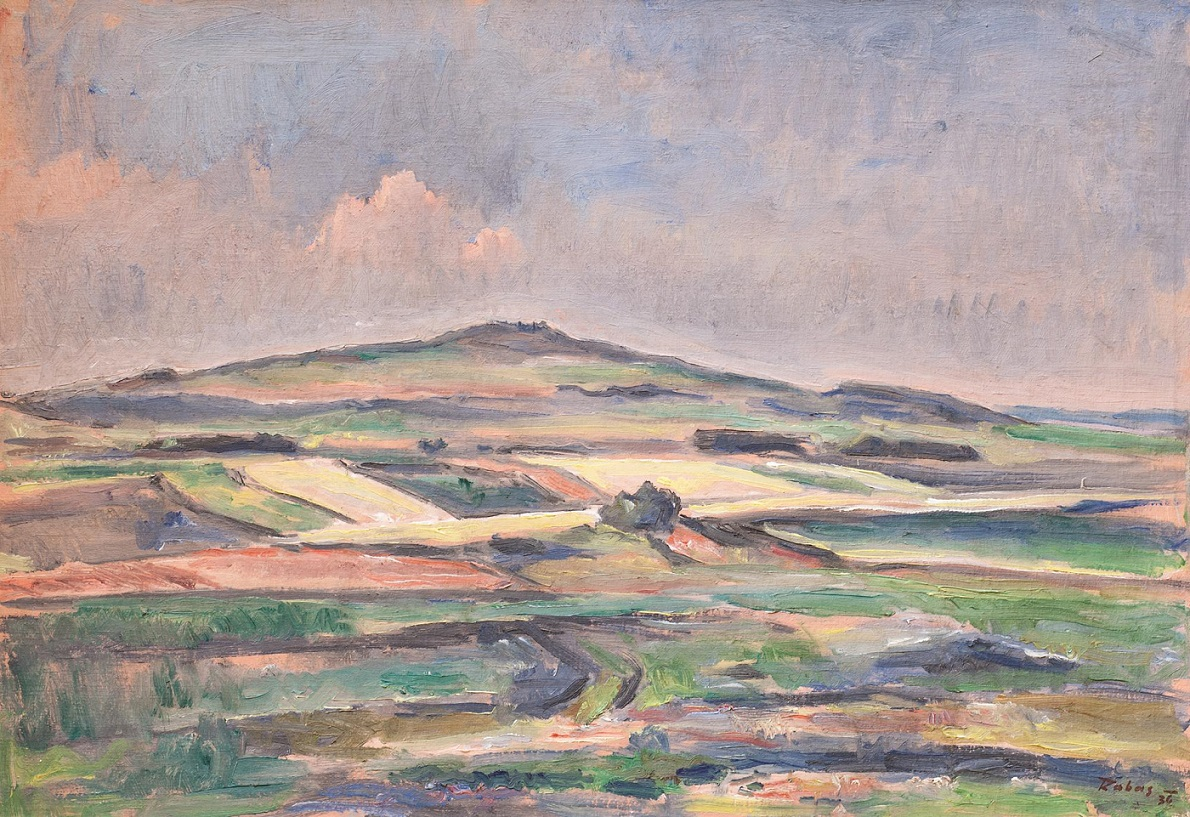
Václav Rabas Jarní (Zelená) krajina (1936)
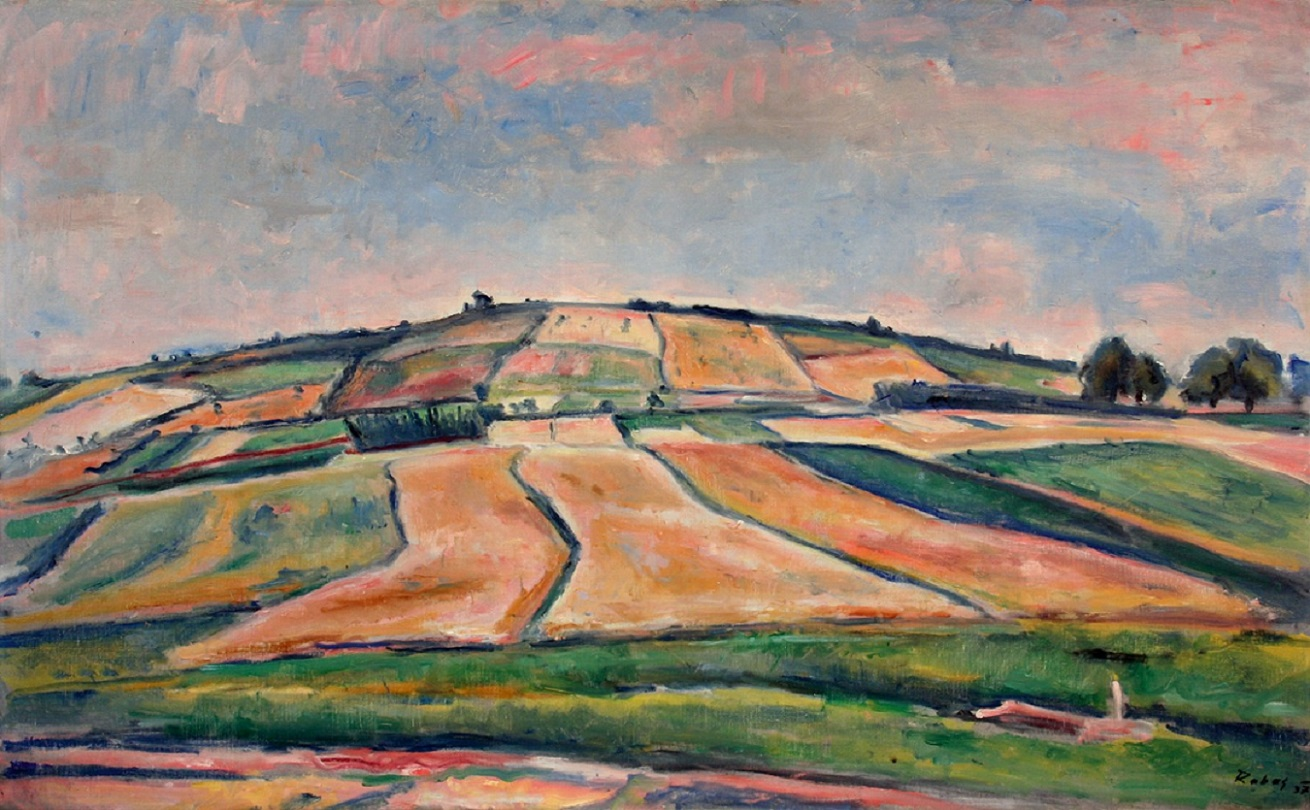
Václav Rabas Chladný letní den  (1937)
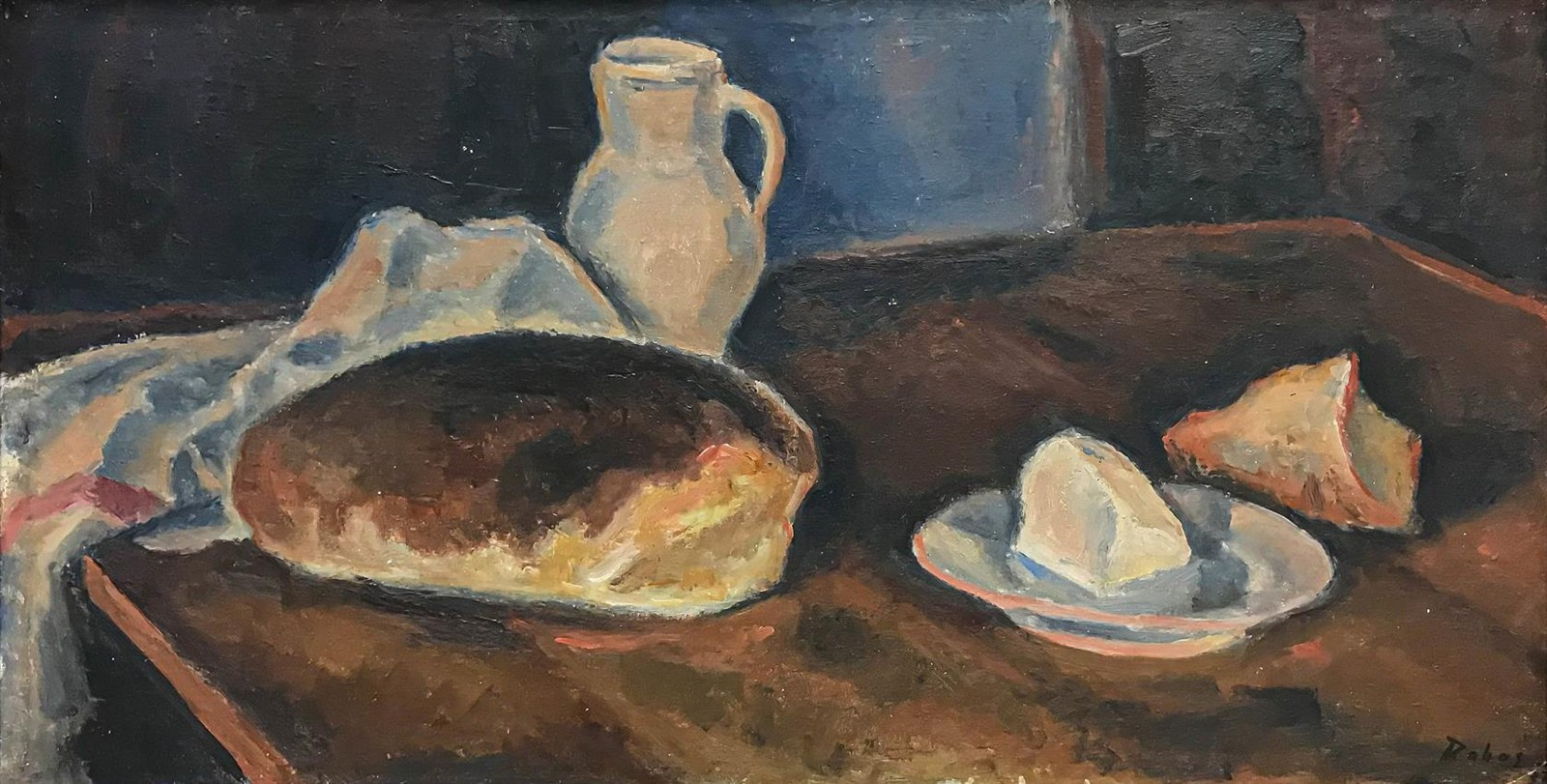
Václav Rabas Zátiší s chlebem a džbánem (1937)
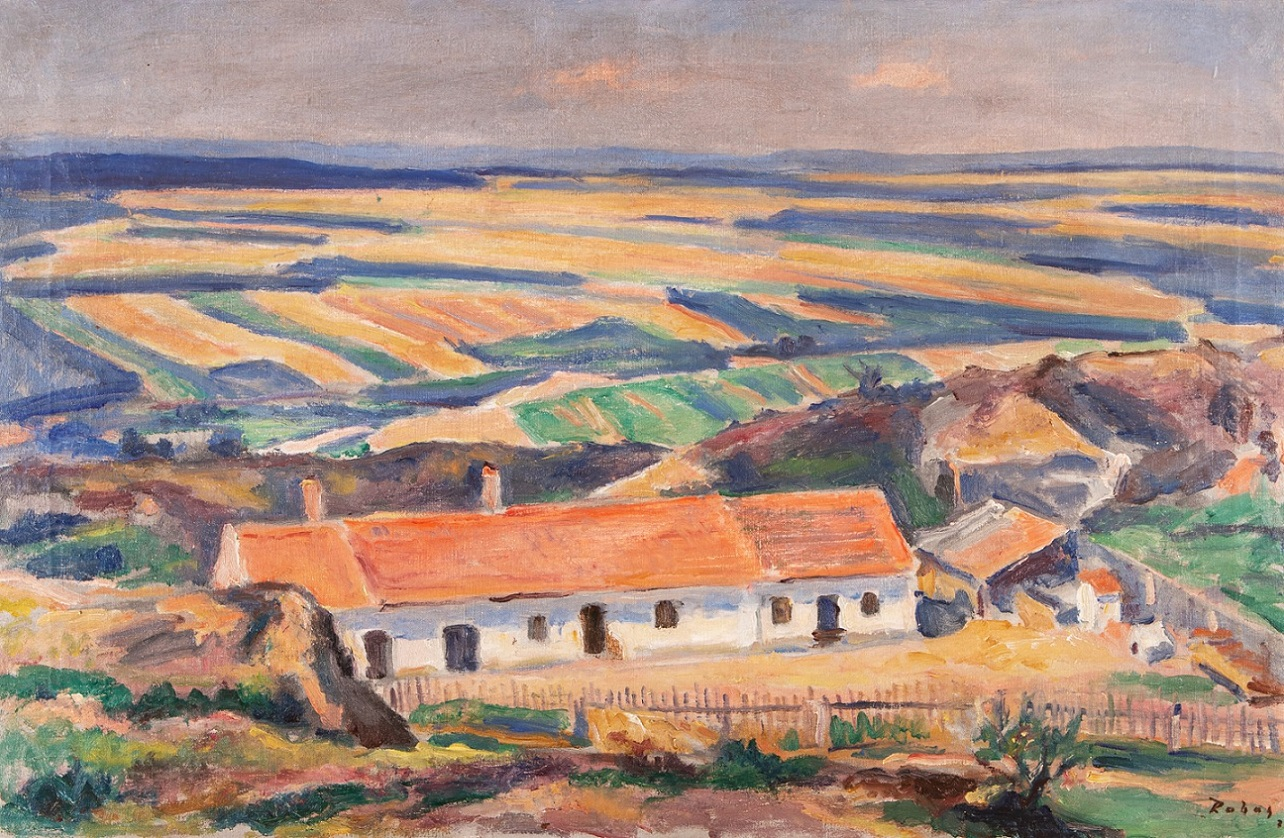
Václav Rabas  Pohled do kraje
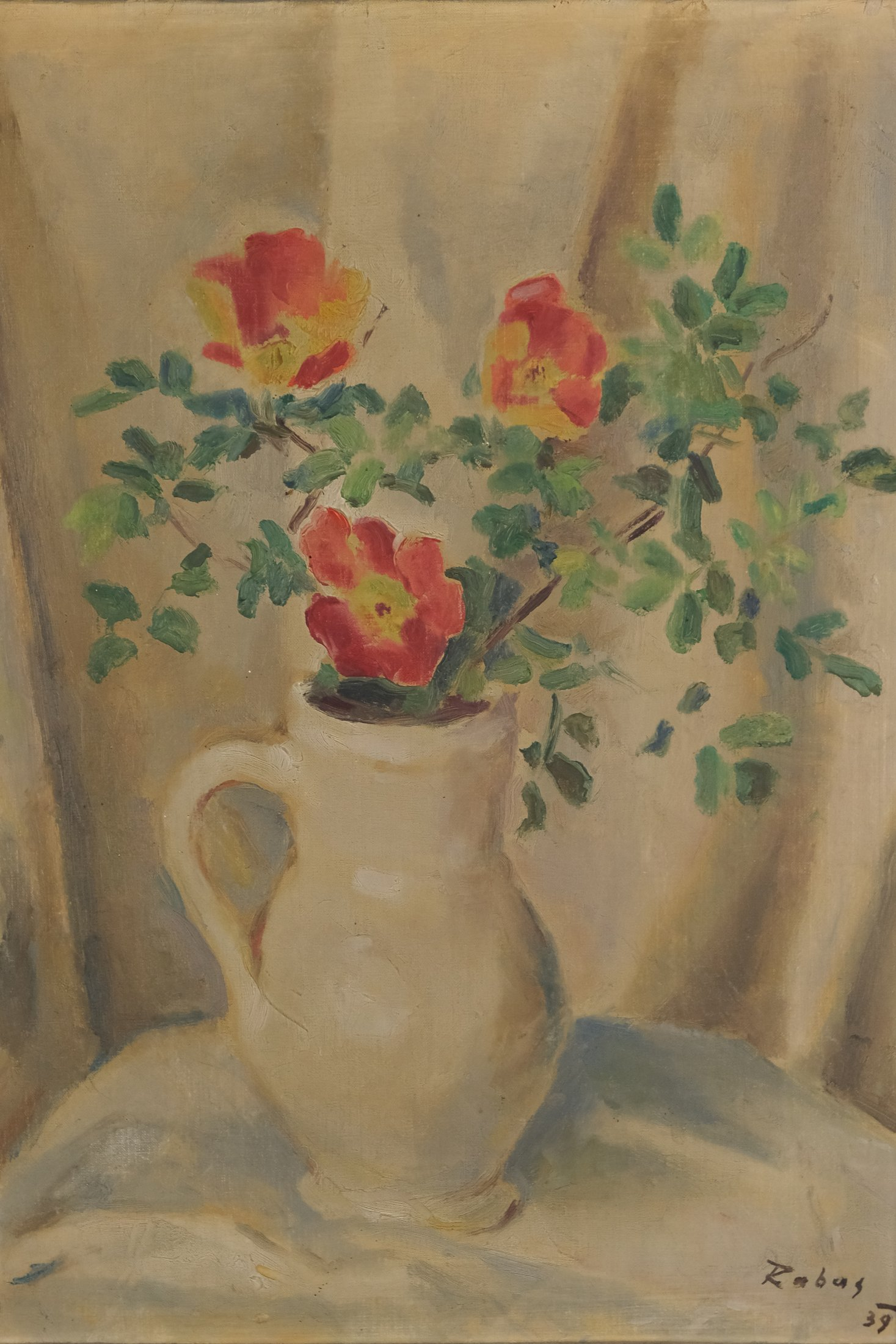
Václav Rabas Kytice ve džbánu (1939)
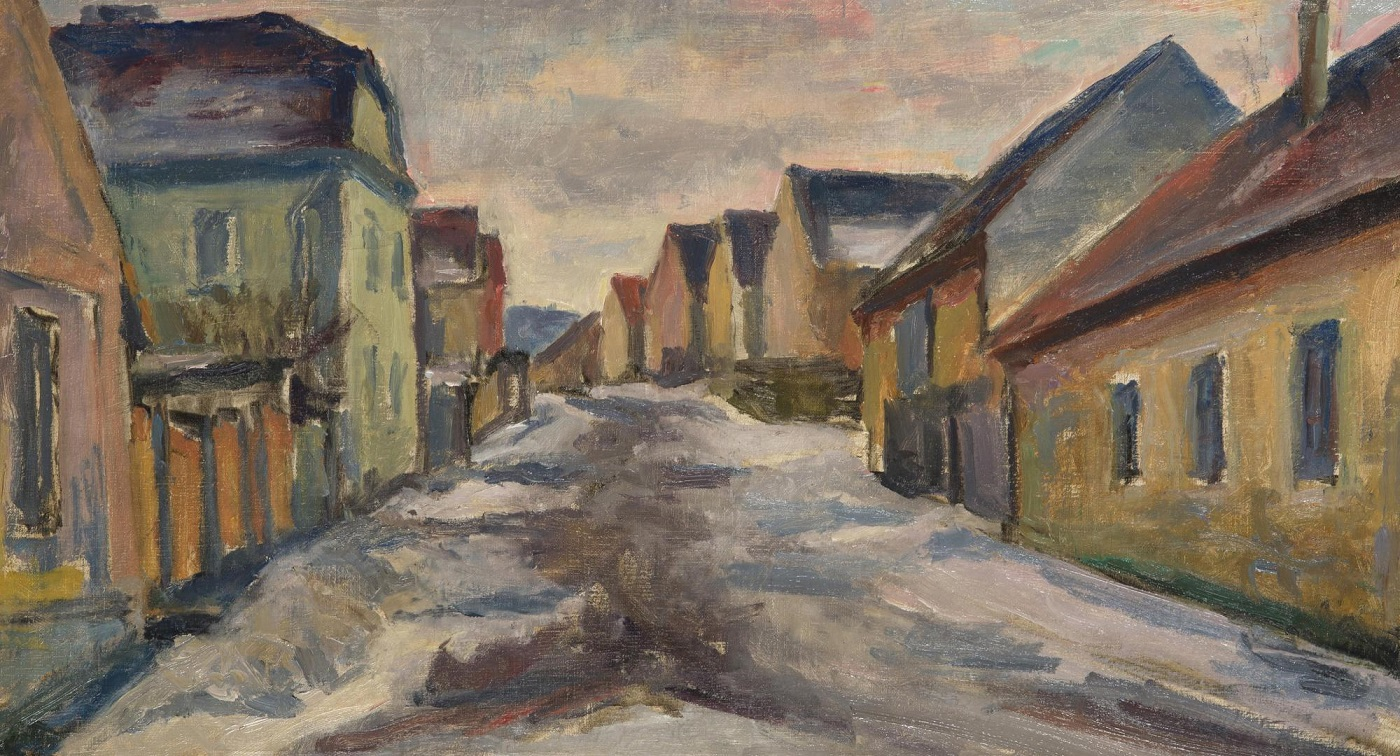
Václav Rabas V zimě na Brance
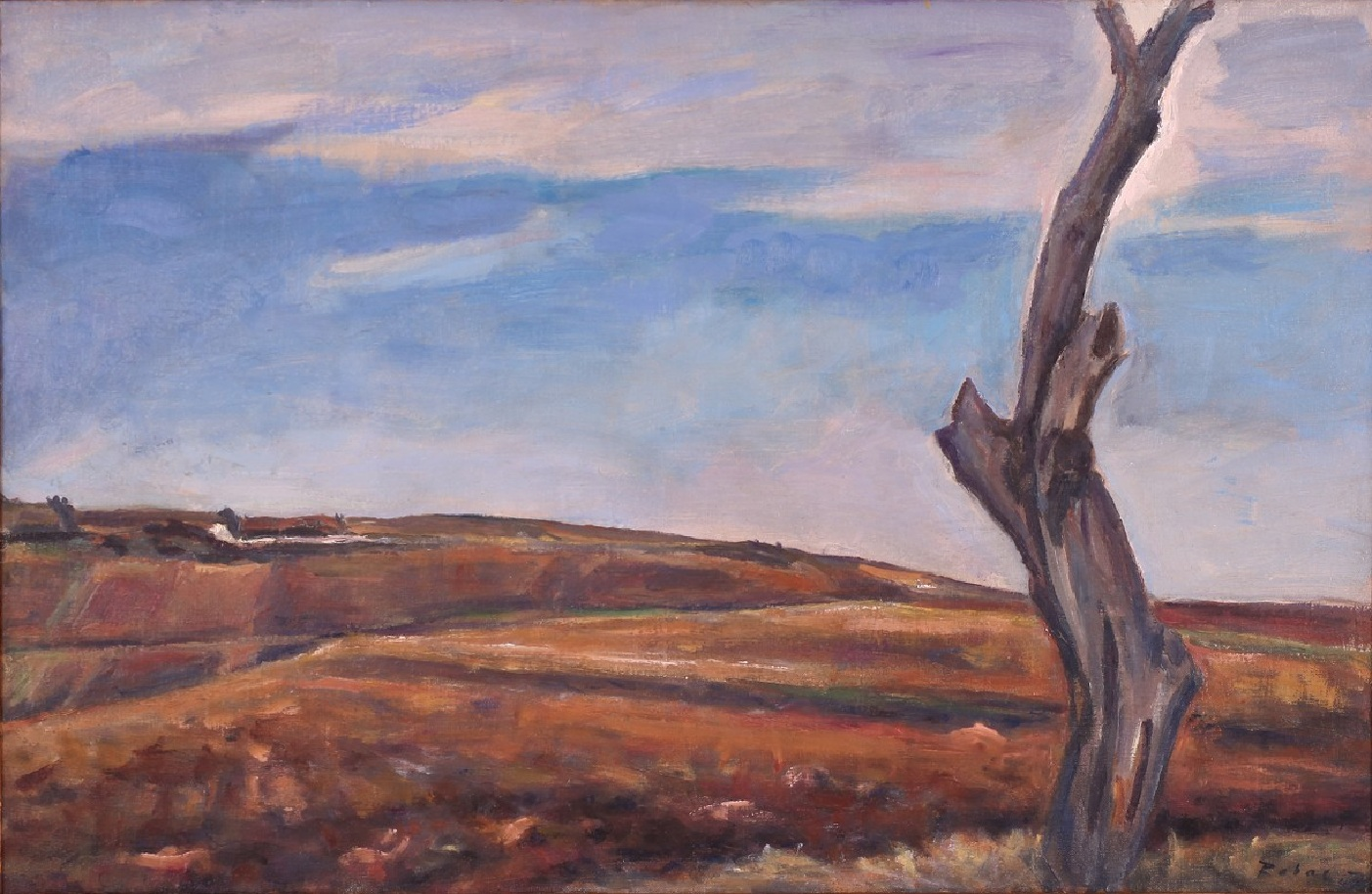
Václav Rabas Velikonoční krajina se stromem (1947)
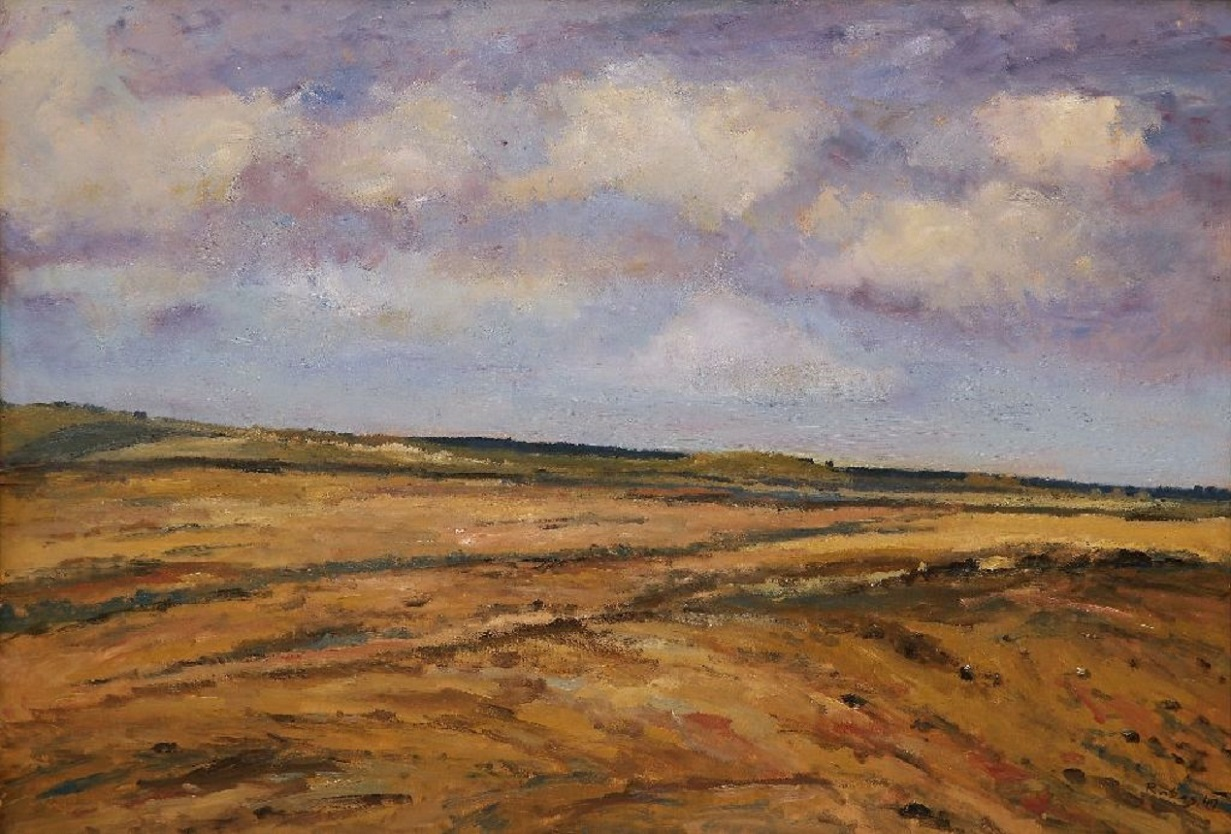
Václav Rabas Podvečer v Krušovicích (1949)
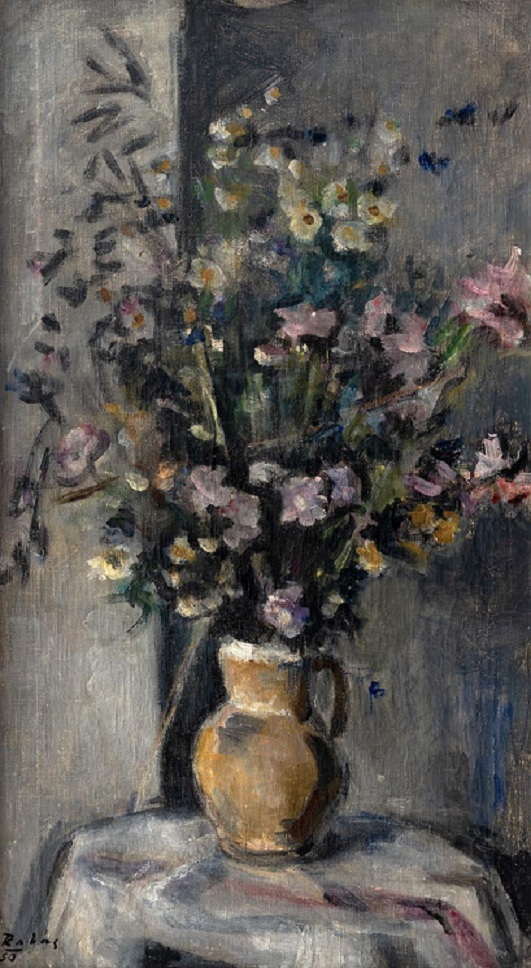
Václav Rabas Kytice (1950)
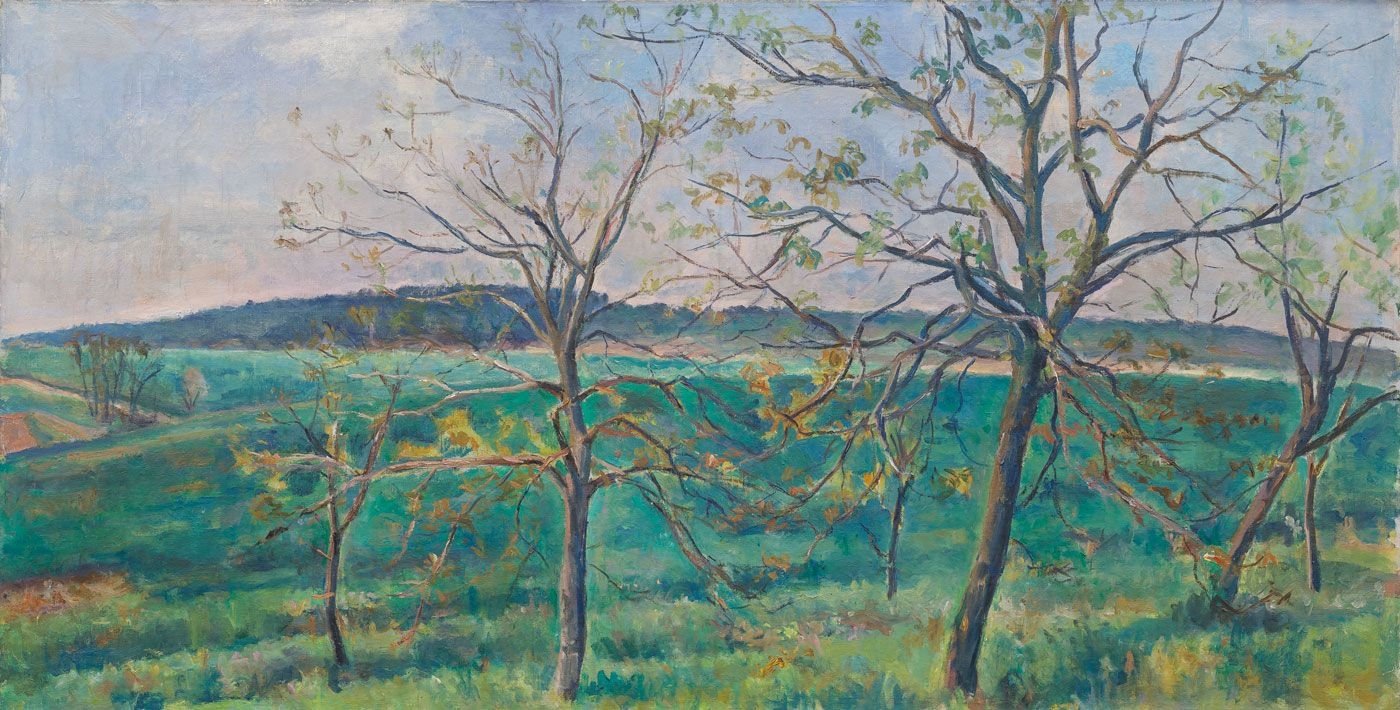
Václav Rabas Rašící ořechy (1954)
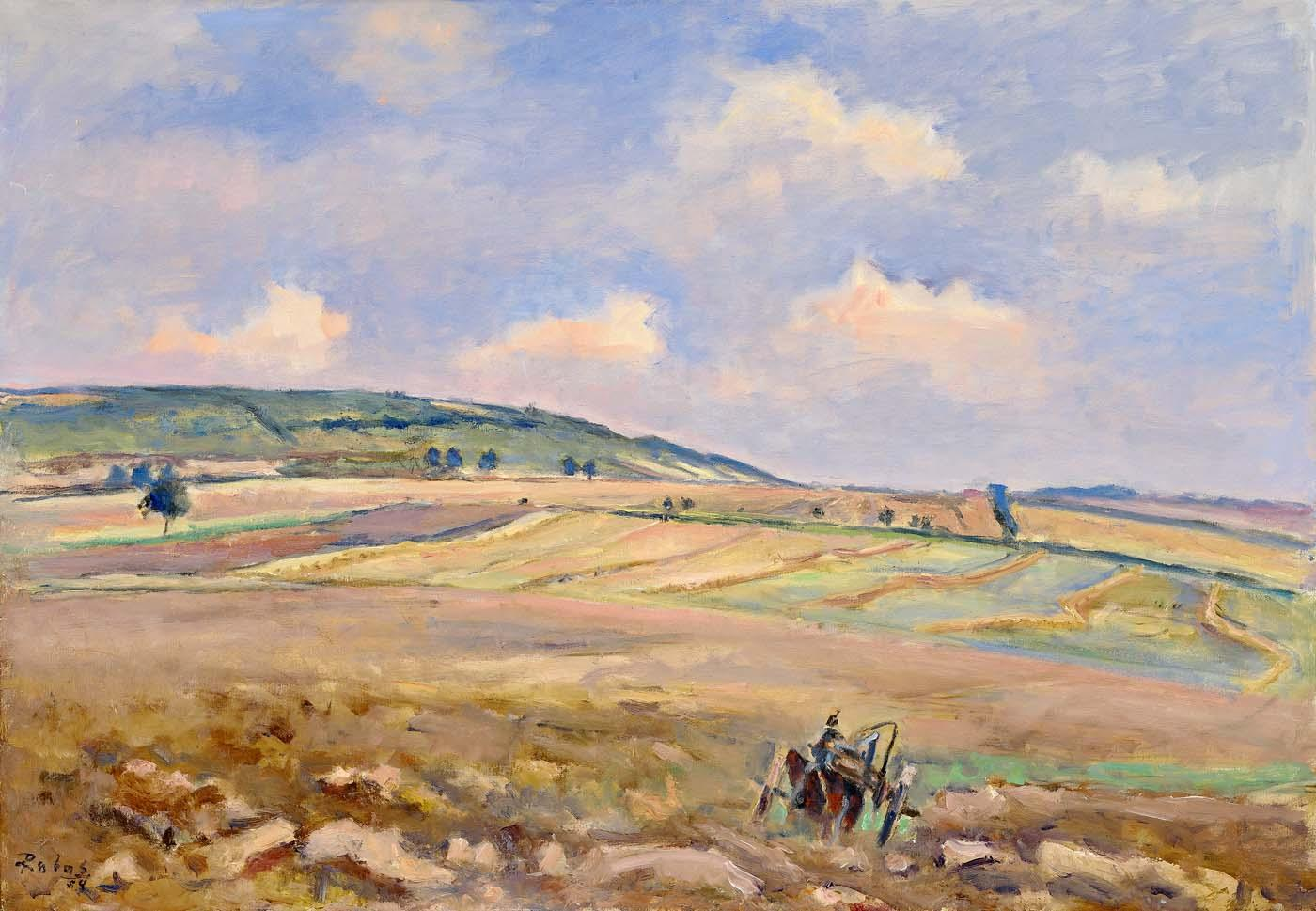
Václav Rabas Chlebný kraj s podmítkou (1954)